# بار علي
إيشو بار علي ويعرف كذلك باسمه العربي عيسى بن علي (بالسريانية: ܐܝܫܘܥ ܒܪ ܥܠܝ)‏، هو عالم لغويات سرياني عاش في القرن العاشر الميلادي. تتلمذ بار علي على يد حنين بن إسحاق وساهم في الترجمة من اليونانية إلى العربية مرورا بالسريانية. كما أكمل ترجمة حديثة لإنجيل البشيطتا من السريانية العتيقة إلى سريانية القرن العاشر، وهي نفس النسخة التي استخدمت في ترجمة الدياسطرون إلى العربية. غير أن أهم أعماله تكمن في إكماله كتابة معجم سرياني عربي كان أستاذه حنين بن إسحاق قد بدأ بتأليفه قبل أن توافيه المنية.